# Roxbury (Town)
Die Town of Roxbury ist eine von 34 Towns im Dane County im US-amerikanischen Bundesstaat Wisconsin. Im Jahr 2010 hatte die Town of Roxbury 1794 Einwohner.
Town hat in Wisconsin eine grundlegend andere Bedeutung als im übrigen englischsprachigen Bereich. Vielmehr entspricht sie den in den anderen US-Bundesstaaten üblichen Townships, die nach dem County die nächstkleinere Verwaltungseinheit bilden.
Das Gebiet der Town of Roxbury ist Bestandteil der Metropolregion Madison.

## Geografie
Die Town of Roxbury liegt im Süden Wisconsins, im nordwestlichen Vorortbereich der Hauptstadt Madison. In der äußersten nordwestlichen Ecke wird die Town vom Wisconsin River begrenzt. Der am Mississippi gelegene Schnittpunkt der drei Bundesstaaten Wisconsin, Iowa und Minnesota liegt rund 160 km westnordwestlich; nach Illinois sind es rund 95 km in südlicher Richtung.
Die Koordinaten des geografischen Zentrums der Town of Roxbury sind 43°14′48″ nördlicher Breite und 89°39′29″ westlicher Länge. Sie erstreckt sich über eine Fläche von 93,0 km², die sich auf 89,6 km² Land- und 3,4 km² Wasserfläche verteilen. 
Die Town of Roxbury liegt im Nordwesten des Dane County und grenzt an folgende Nachbartowns und selbstständige Gemeinden: 
| Village of Sauk City (Sauk County) | Town of West Point (Columbia County)        | Town of Lodi (Columbia County) |
| Town of Mazomanie                  | Kompassrose, die auf Nachbargemeinden zeigt | Town of Dane                   |
|                                    | Town of Berry                               | Town of Springfield            |

## Verkehr
Der U.S. Highway 12 verläuft in Nordwest-Südost-Richtung durch die Town of Roxbury. Im Nordwesten, gegenüber von Sauk City, treffen der Wisconsin State Highway 78 und der Wisconsin State Highway 188 mit dem US 12 zusammen. Daneben verlaufen noch die County Highways V und Y durch das Gebiet der Town. Alle weiteren Straßen sind untergeordnete Landstraßen oder teils unbefestigte Fahrwege.
Der nächste Flughafen ist der Dane County Regional Airport in Madison (35 km ostsüdöstlich).

## Bevölkerung
Nach der Volkszählung im Jahr 2010 lebten in der Town of Roxbury 1794 Menschen in 663 Haushalten. Die Bevölkerungsdichte betrug 20 Einwohner pro Quadratkilometer. In den 663 Haushalten lebten statistisch je 2,71 Personen. 
Ethnisch betrachtet setzte sich die Bevölkerung zusammen aus 97,8 Prozent Weißen, 0,6 Prozent amerikanischen Ureinwohnern, 0,2 Prozent Asiaten sowie 0,5 Prozent aus anderen ethnischen Gruppen; 0,8 Prozent stammten von zwei oder mehr Ethnien ab. Unabhängig von der ethnischen Zugehörigkeit waren 1,3 Prozent der Bevölkerung spanischer oder lateinamerikanischer Abstammung. 
25,0 Prozent der Bevölkerung waren unter 18 Jahre alt, 62,1 Prozent waren zwischen 18 und 64 und 12,9 Prozent waren 65 Jahre oder älter. 48,0 Prozent der Bevölkerung war weiblich.
Das mittlere jährliche Einkommen eines Haushalts lag bei 74.615 USD. Das Pro-Kopf-Einkommen betrug 35.264 USD. 1,5 Prozent der Einwohner lebten unterhalb der Armutsgrenze.

## Ortschaften in der Town of Roxbury
Neben Streubesiedlung existieren in der Town of Roxbury folgende gemeindefreie Siedlungen:
- Aldens Corners
- Lutheran Hill
- Roxbury